# دوگانه‌دندان
دوگانه‌دندان (نام علمی: Amphidon aequicrurius) نام یک گونه از تیره دوگانه‌دندانان است.